# Jesse Tyler Ferguson
Jesse Tyler Ferguson (nascido em 22 de outubro de 1975) é um ator americano conhecido por interpretar Mitchell Pritchett no seriado da ABC, Modern Family que lhe rendeu três indicações ao Primetime Emmy Award de Melhor Ator Coadjuvante em Série de Comédia. Ele também interpretou o papel de Richie Velch no seriado da CBS, The Class.

## Início da Vida
Ferguson nasceu em Missoula, Montana, e mudou-se para Albuquerque, no Novo México, onde ele foi criado. Aos oito anos ele decidiu se tornar um ator, e juntou-se aos Teatro Infantil de Albuquerque, onde ele foi um membro por seis anos. No colegial, Ferguson interpretou Albert Peterson, em Bye Bye Birdie, e General Bullmoose em Li'l Abner. Ele também se juntou ao time de debate de sua escola. Ele já trabalhou como dançarino/cantor no Parque de Diversões de Cliff.

## Carreira
Ferguson se formou em St. Pius X High School em 1994 e frequentou a Academia Americana Musical e Dramática (AMDA), em Nova York. Ele trabalhou principalmente em off-Broadway e shows da Broadway, incluindo o Tony Award-winning, The 25th Annual Putnam County Spelling Bee, onde foi o  Leaf Coneybear original. No verão de 2007, Ferguson atuou no Teatro Público de Shakespeare na produção "A Midsummer Night's Dream", e co-estrelou o thriller de 2008, "Untraceable".
Atualmente, Ferguson desempenha o papel de Mitchell Pritchett, um advogado abertamente gay na aclamada série da ABC, Modern Family. Por sua atuação, Ferguson recebeu indicação três vezes consecutivas ao Emmy de Melhor Ator Coadjuvante em Série de Comédia (2010, 2011 e 2012).
Em março de 2012, Ferguson foi destaque na reconstituição do julgamento federal que derrubou a Proposta 8 da Califórnia, que proibia o casamento de pessoas do mesmo sexo. Ele interpretou Dr. Ilan Meyer ao lado de Dustin Lance Black. A produção foi realizada no Teatro Wilshire Ebell e teve transmissão ao vivo no YouTube para arrecadar dinheiro para a American "Foundation for Equal Rights", uma organização sem fins lucrativos que luta pelos direitos iguais.
Dia 6 de março de 2012 no episódio de Piers Morgan Tonight, Kirk Cameron chamou a homossexualidade de não natural e "prejudicial para a sociedade". Ao ser questionado sobre tal afirmação, Jesse Tyler Ferguson respondeu: "A única coisa não natural em eu ser gay é que eu tinha uma paixão por Kirk Cameron até há cerca de 24 horas".
Em 2022 foi indicado ao Tony Awards por sua atuação na peça Take Me Out. A peça lhe rendeu um Outer Critics Circle Award de melhor ator destaque no mesmo ano.

## Vida Pessoal
Em setembro de 2012, Ferguson anunciou seu noivado com o advogado Justin Mikita, seu namorado de quase dois anos.

## Filmografia
- 2000 - Sally Hemings: An American Scandal - Tom Hemings Jovem
- 2001 - Ordinary Sinner - Ogden
- 2002 - Mercury in Retrograde - Duane
- 2003 - Absolutely Fabulous - Cameo
- 2006 - Griffin and Phoenix - Student
- 2007 - The Class - Richie Velch (19 episódios)
- 2008 - Untraceable - Arthur James Elmer
- 2008 - Do Not Disturb - Larry
- 2009 - Wonderful World - Cyril
- 2009-2020: Modern Family - Mitchell Pritchett
- 2010 - Ugly Betty - Dr. Gabe Farkus (2 episódios)
- 2011 - So You Think You Can Dance - Jurado Convidado dia 13 de Julho de 2011.
- 2020 - A Modern Farewell - Ele mesmo - Documentário Modern Family
- 2020 - Extreme Makeover: Reconstrução Total - Apresentador principal

## Prêmios
- 2005 - Prêmio Drama Desk de melhor elenco por no Putnam County Spelling Bee.
- 2010 - Screen Actors Guild Award - Melhor Performance de Elenco em Série de Comédia por Modern Family.
- 2022 - Outer Critics Circle Award - Melhor Ator Destaque em Peça Teatral por Take me Out.
- 2022 - Tony Awards - Melhor Performance de um Ator em um Papel em Destaque em uma Peça por Take me Out.